# قانون تجريم الاستعمار الفرنسي في الجزائر
قانون تجريم الاستعمار الفرنسي في الجزائر هو مقترح (مشروع) قانون يهدف إلى تجريم الاستعمار الفرنسي في الجزائر عن كامل الأعمال الإجرامية التي قام بها خلال الفترة من 1830 إلى 1962 وما نتج عنها من آثار سلبية إلى يومنا هذا.
وينص القانون بمطالبة فرنسا بالاعتذار إلى الجزائر والشعب الجزائري عن جرائمها، ومطالبتها بالتعويضات منذ 1830 إلى اليوم بسبب أن نتائج الاستعمار ما تزال مستمرة على غرار نتائج سلبية للتجارب النووية الفرنسية في الجزائر وجرائم أخرى.

## خلفيات إصدار القانون

### خلفيات تاريخية
يعود إصدار قانون تجريم الاستعمار الفرنسي للجزائر إلى بدايات الاستقلال لكن لم يتم اصداره لعدة أسباب.
وأن هذا القانون هو السبيل الوحيد والقانوني الذي سوف يضع فرنسا أما تطبيق قوانين واتفاقيات دولية تجبره على الاعتذار والتعويض للجزائر والشعب الجزائري، ويعد كذلك رد على إصدار البرلمان الفرنسي قانون تمجيد الاستعمار الفرنسي الذي تم إدانته من قبل المجلس الشعبي الوطني ومجلس الأمة، وصرح الرئيس عبد العزيز بوتفليقة في 5 سبتمبر 2005 أمام مئات من المجاهدين الذي أُعلن في خطاب بولاية سطيف التي شهدت مذبحة كبرى وهي مجازر 8 ماي 1945 قال: «...نرفض مزاعم الاستعمار...هل يعقل أن أحدا يذبح شعبا بأكمله ويذبح هوية بأكملها ويغيبها عن الوجود ثم يقول إن هذا العمل كان شيئا إيجابيا؟ هذا يعني أننا وصلنا للوقاحة...»

### مناقشة مسودة القانون
تم تقديمه من قبل نواب البرلمان الجزائري أول مرة 2009 لمناقشة المسودة يتضمن مشروع القانون قيد المراجعة، ثلاثة أقسام تعلق الأول بعرض الأسباب والدواعي التاريخية التي دفعت النواب لتشريع هذا القانون، والقسم الثاني على حيثيات يرتكز عليها القانون بصفتها سندا قانونيا، ومواد تتعلق بالأمور القضائية الخاصة بحقوق الإنسان في المعاهدات الدولية، والقسم الثالث المواد المتعلقة بالقانون بشكل عام، وباءت محاولة نواب في البرلمان الجزائري لسن القانون بالفشل.

### أسباب تأخر إصدار قانون تجريم الإستعمار
يعود تأخر إصدار قانون ترجيم الإستعمار الفرنسي في الجزائر إلى عدة أسباب وأنه توقف عند طاولة اجتماع حكومة أحمد أويحي وصرح رئيس المجلس الشعبي الوطني آنذاك عبد العزيز زياري لقناة سي إن إن بالعربية «...المقترح لم يجدول في رزنامة القوانين أصلا...» وأنه كان تنسيق بين حكومة أويحيى وإدارة المجلس «...تنسيق بين إدارة المجلس والحكومة، هذه الأخيرة رأت أن الوقت غير مناسب لتمرير مقترح قانون تجريم الاستعمار....»

### القوانين والإتفاقيات التي بني عليها قانون تجريم الإستعمار
يرتكز قانون تجريم الإستعمار الفرنسي للجزائر بناء على عدة قوانين واتفاقيات محلية وإقليمية ودولية منها:
- الدستور الجزائري بناء على أحكام المواد:[6] 08/12/24/34/28/34/62/98/122/138/140.
- نظام المحكمة الجنائية الدولية لروما المؤرخ في: 17 جوان 1998 - المواد 7/6/5/8.
- الاتفاقية الدولية لعدم تقادم جرائم الحرب والجرائم المرتكبة ضد الإنسانية المؤرخة في: 26 نوفمبر 1968.
- قرار الجمعية العامة للأمم المتحدة بتاريخ: 13 فيفري 1946.
- الاتفاقية الدولية للسلام بلاهاي المؤرخة في: 29 يوليو 1899.
- الاتفاقية الدولية للسلام بلاهاي المؤرخة في: 18 أكتوبر 1907.
- بروتوكول جنيف المؤرخ في: 17 يونيو 1925 لحظر انتشار الأسلحة الكيمياوية.
- ميثاق الأطلنطي (الأطلسي) المؤرخ في: 14 أوت 1941 المادة 7/6 المتعلقة بتقرير المصير للشعوب المستعمرة.[7]

- النظام الأساسي لمحكمة نورمبروغ العسكرية الدولية الصادر في 8 أغسطس 1945.
- اتفاقية جنيف المؤرخة في: 12 أغسطس 1949.
- قراري المجلس الاقتصادي والإجتماعي للأمم المتحدة المتعلق بمعاقبة مجرمي الحرب والأشخاص الذين ارتكبوا جرائم ضد الإنسانية:

1. المؤرخ في: 28 يوليو 1965 تحت رقم: 1074.
2. المؤرخ في: 5 أغسطس 1965 تحت رقم: 1158.

- القرارين رقم: 2184 و 2202 المؤرخين في: 12 و16 ديسمبر 1966 الناصين على معاقبة انتهاك حقوق الإنسان للسكان الأصليين وإدانة الفصل العنصري.
- بروتوكول جنيف الإضافي لعام: 1977 المتعلقة بانتهاكات حقوق الإنسان.

## قانون تجريم الاستعمار الفرنسي للجزائر 2019
تم إعادة الحديث عن إصدار هذا القانون في فترة احتجاجات الجزائر 2019 والاحتجاجات الشعبية في الجزائر المناهضة للتدخل الخارجي 2019، خاصة بعد تدخل البرلمان الأوروبي في الشأن الداخلي للجزائر، الذي ربطه الجزائريين وعدد من السياسيين أن فرنسا تقف من وراء هذه المناقشة، حيث دان الوضع في الجزائر مدعيا بوجود انتهاكات ضد حقوق الإنسان والحريات، تم ادانة التدخل عن طريق وزارة الخارجية الجزائرية واعتبرته وقاحة وتدخل سافر لخلق الفوضى على غرار ما حدث في دول شقيقة من خلال بيان وصف من قبل وسائل الإعلام بأنه الأقوى، حيث قالت أنه خلال 132 سنة من احتلال الجزائر لم تكن هناك حرية ممارسة الشعائر الدينية، وأن بعض من نواب البرلمان الأوروبي أشادوا بقانون تمجيد الإستعمار الفرنسي للجزائر رغم جرائم الحرب التي وقعت آنذاك وجاء فيه «...وليس أدل على ذلك ما قام به أحد البرلمانيين الأوربيين من إشادة بـ الاستعمار الذي سمح حسبه، بحرية ممارسة الشعائر الدينية خلال 132 سنة من استعمار الجزائر...»
21 أكتوبر 2019 وزير المجاهدين الطيب زيتوني يصرح أن فرنسا تتعنت في الاعتراف بجرائمها في الجزائر وقال:«...يجب أن يقترن بتسليم أرشيف الثورة المتواجد بفرنسا والتي ترفض الكشف عنه..» وأن الجزائر لا زالت تحتفظ بشواهد جرائم الإستعمار الفرنسي على غرار 3487 مركز تعذيب وأنها شاهدة على فظاعة الاستعمار «...لا زالت تحتفظ بعدة شواهد تاريخية تؤرخ للجرائم الفرنسية بالجزائر..»
وزير المجاهدين الطيب زيتوني يجدد طلبه من ولاية غرداية بتاريخ 1 ديسمبر 2019 ودعا البرلمان الجزائري لفتح ملف تجريم الإستعمار الفرنسي وصرح «عدد الشهداء الذين قتلتهم فرنسا أكثر من 8 ملايين شهيد...ومازلنا نحصي الجرائم البشعة لفرنسا ولم ننته بعد..»
وأن المفاوضات بين الجزائر وفرنسا لإسترجاع جمامج ورفات المجاهدين المتواجدة بمتحف الإنسان توقفت «فرنسا تدعي أنها بلد الحقوق والإنسانية إلا لدينا جمامج الشهداء عمرها أكثر من قرن ولم تسلم بعد رغم كل الإجراءات»

## وصلات خارجية
- فلم وثائقي - أوجاع الذاكرة الجزائر - يوتيوب
- فلم وثائقي - من جرائم فرنسا أحداث 8 ماي 1945 - يوتيوب
- فلم وثائقي - القنبلة النووية الفرنسية في رقان - يوتيوب
- فلم وثائقي - الجرح لم يندمل بعد - يوتيوب
- فلم وثائقي - التجارب النووية الفرنسية في الجزائر - يوتيوب